# Xian de Wuqiang
Le xian de Wuqiang (武强县 ; pinyin : Wǔqiáng Xiàn) est un district administratif de la province du Hebei en Chine. Il est placé sous la juridiction de la ville-préfecture de Hengshui.

## Démographie
La population du district était de 213 313 habitants en 1999.